# マジェスティック・プリンセス
マジェスティック・プリンセス（Majestic Princess）は、プリンセス・クルーズが運航するクルーズ客船。プリンセス・クルーズでは最大となるロイヤル・クラスの3隻目であり、2017年に就航した。中国市場向けに建造された客船であり、中国名は「盛世公主号」。

## 概要
2017年3月31日よりアドリア海にて処女航海。その後、7月より上海発着のクルーズを開始した。日本への寄港は2017年7月3日に横浜港へ寄港したのが初である。前述のとおり中国人乗客向けにカスタマイズされており、ヌードルバーやカラオケスイートなど、これまでのロイヤルクラスには無い新サービスを提供する。
2018年は台湾基隆港発着として運用されており、3月末から4月にかけて花見観光に日本各地へ寄港している。
なお、2018年から2019年にかけて秋季限定でオーストラリアで運航される。将来的には同型船の日本発着クルーズが検討されている。
しかし2022年11月中旬頃、ニュージーランド12日間のクルーズで乗員乗客800人以上がコロナ感染。同12日シドニー港で停泊されている。
コロナ収束後は北米を中心に運行。船体に併記された「盛世公主号」の船名は削除され、中華レストランやヌードルバーも順次廃止されるなど、中国市場向けに建造された名残は薄れつつある。

## 同型船
- 1番船：ロイヤル・プリンセス (客船・3代)
- 2番船：リーガル・プリンセス